# ورد نجمي
ورد نجمي (الاسم العلمي:Rosa stellata) هو نوع من النباتات يتبع جنس الورد من الفصيلة الوردية.